# Conus diluvianus
Conus diluvianus é uma espécie de gastrópode do gênero Conus, pertencente a família Conidae.